# Fronte Popolare (Ucraina)
Il Fronte Popolare (in ucraino Народний фронт, Narodnij Front) è un partito politico ucraino, fondato nel 2014 da Arsenij Jacenjuk e Oleksandr Turčynov, insieme ad altri fuoriusciti dal partito Patria di Julija Tymošenko.

## Storia
Il partito venne registrato presso il Ministero della Giustizia il 31 marzo 2014. Jacenjuk e Turčynov divennero insoddisfatti di Patria quando, il 21 agosto 2014, il consiglio politico del partito decise che Julija Tymošenko avrebbe comandato la lista di partito nelle elezioni parlamentari del 26 ottobre. Il Fronte Popolare condusse il suo primo congresso di partito il 10 settembre 2014. In quel congresso Jacenjuk venne eletto presidente del consiglio politico e Turčynov venne eletto per comandare la sua sede centrale. A quel tempo Jacenjuk era primo ministro e Turčynov era presidente della Verkhovna Rada. Diversi alti membri dei battaglioni di difesa territoriale, che a quel tempo combattevano nella Guerra dell'Ucraina orientale, entrarono a far parte del "consiglio militare" del partito (tuttavia non come membri del partito). Nel suo discorso al primo congresso del partito, Jacenjuk invocò l'"unificazione e l'unità di tutte le forze democratiche" poiché ciò sarebbe stato "la ricetta della nostra vittoria". Molti alti membri di Patria divennero membri fondatori del partito, inclusi Lyudmyla Denisova, Arsen Avakov, Pavlo Petrenko ed Andrij Parubij.
Nel settembre 2014 venne riportato che il Fronte Popolare ed il Blocco Petro Poroshenko erano in trattative su una partecipazione congiunta nelle imminenti elezioni parlamentari. Dal 12 settembre i due partiti raggiunsero solo un accordo in cui il Blocco Poroshenko non avrebbe proposto candidati in 10 collegi uninominali per evitare la competizione con il Fronte Popolare. Il giorno seguente Jacenjuk annunciò che il Fronte Popolare sarebbe rimasto solo alle elezioni: "Noi dobbiamo andare alle elezioni insieme al presidente, ma non sono soddisfatto del partito del presidente Poroshenko. Quindi siamo differenti in campo, sebbene condividiamo gli stessi punti di vista nell'interesse del cambiamento e delle riforme."
Riguardo alla Guerra dell'Ucraina orientale che coinvolge i separatisti pro-russi, la posizione del partito per terminare il conflitto è ambigua. Secondo lo scienziato politico Tadeusz A. Olszański il partito è a favore dell'uso della forza per risolvere il conflitto.
I primi 10 candidati nella lista del partito per le elezioni parlamentari del 2014 erano:
1. Arsenij Jacenjuk
2. Tetjana Čornovol
3. Oleksandr Turčynov
4. Andrij Parubij
5. Andrij Teteruk
6. Arsen Avakov
7. Viktoria Siumar
8. Vyacheslav Kyrylenko
9. Liliya Hrynevych
10. Yuriy Bereza

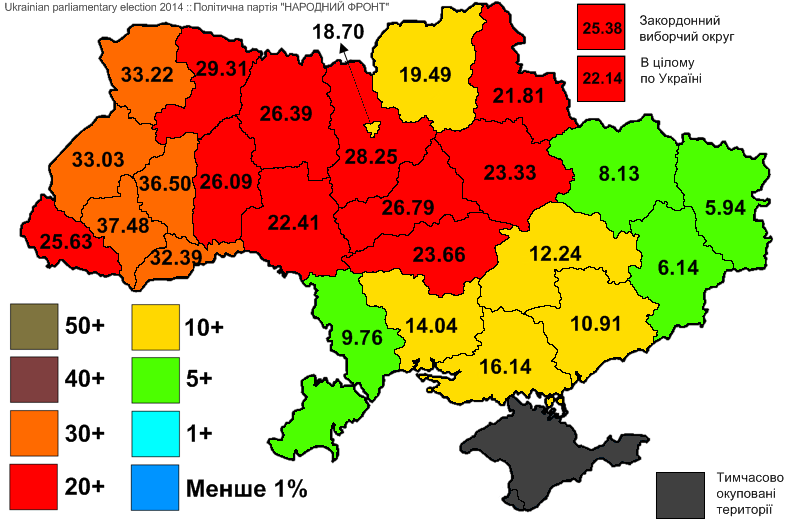
Il supporto del partito (% di voti assegnati) nelle regioni dell'Ucraina alle elezioni parlamentari del 2014.

Alle elezioni, il partito ottenne il voto popolare nazionale con il 22.14% contro il 21.81% del Blocco Petro Poroshenko, in aggiunta a 18 collegi uninominali. Tuttavia il Blocco Petro Poroshenko ottenne 69 collegi per un totale di 132 seggi.
Il 21 novembre 2014 il partito divenne un membro della coalizione che supportava il governo Jacenjuk II ed inviò cinque ministri nel governo.
In un sondaggio del giugno 2015 del gruppo sociologico "RATING", il 2.7% degli intervistati dichiarò che avrebbe votato il Fronte Popolare. Un sondaggio dell'Istituto Internazionale di Sociologia di Kiev dello stesso mese dava al partito l'1.6%.
Il partito non prese parte alle elezioni locali dell'ottobre 2015.
A seguito della caduta del governo Jacenjuk II, il partito si è unito alla coalizione che ha supportato l'insediamento del governo Groysman il 14 aprile 2016.

## Ideologia
Il Fronte Popolare è un partito conservatore e nazionalista, a favore dell'Unione europea.

## Risultati elettorali
| Elezione          | Voti      | %     | Seggi    |
| ----------------- | --------- | ----- | -------- |
| Parlamentari 2014 | 3.488.114 | 22,14 | 82 / 450 |
| Parlamentari 2019 | N.D.      | N.D.  | N.D.     |